# Sicydiinae
Sous-famille
Les Sicydiinae sont une sous-famille de poissons de la famille des Gobiidae, regroupant certaines espèces appelés Gobies.
Plusieurs de ces espèces sont migratrices, et leurs alevins sont pêchés et consommés sous le nom de « bichiques », notamment à La Réunion. 

## Liste des genres
Selon World Register of Marine Species (23 février 2016) :
- genre Akihito Watson, Keith & Marquet, 2007
- genre Cotylopus Guichenot, 1863
- genre Lentipes Günther, 1861
- genre Parasicydium Risch, 1980
- genre Sicydium Valenciennes, 1837
- genre Sicyopterus Gill, 1860
- genre Sicyopus Gill, 1863
- genre Smilosicyopus Watson, 1999
- genre Stiphodon Weber, 1895

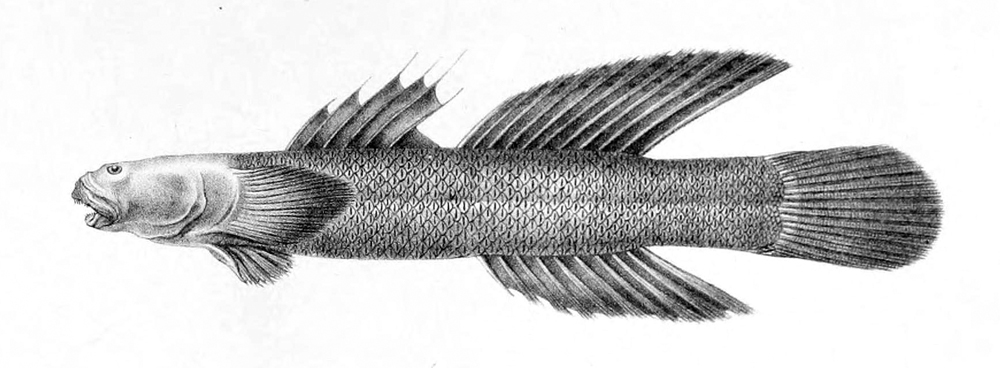
Cotylopus acutipinnis
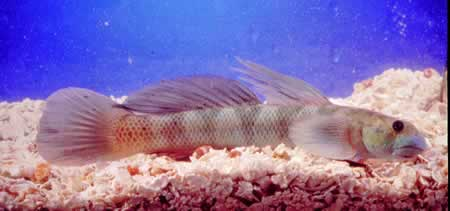
Sicydium plumieri
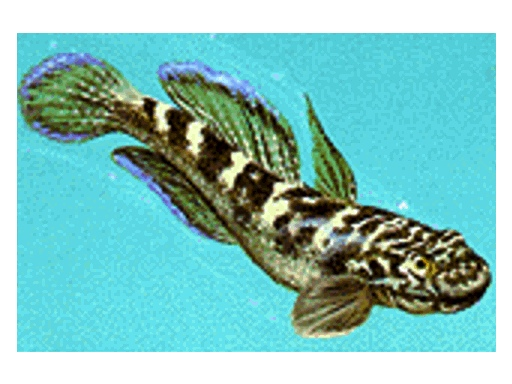
Sicyopterus stimpsoni